# Gagea goljakovii
Gagea goljakovii är en liljeväxtart som beskrevs av Igor Germanovich Levichev. Gagea goljakovii ingår i Vårlökssläktet och i familjen liljeväxter.
Artens utbredningsområde är Altai. Inga underarter finns listade.